# Marcella Michelangeli
Marcella Michelangeli, pseudonimo di Marcella Gherardi (Uscio, 28 gennaio 1943), è un'attrice e cantante italiana.

## Biografia
Figlia di Icilio Ghelardi e di Emilia Bandieri, all'inizio degli anni sessanta partecipò a vari concorsi di bellezza, vincendo il titolo di Miss Liguria nel 1962. Studentessa presso l'Accademia ligustica di belle arti, iniziò a frequentare il Piccolo Teatro Duse di Genova, dove ebbe l'opportunità di recitare con Dario Fo. Terminati gli studi si trasferì a Roma, dove esordì come cantante di musica leggera e, presentandosi come Marcella Perani (il cognome del marito) a Un disco per l'estate 1967, cantò il brano L'amore ce l'hanno tutti, ma non arrivò alla fase finale della gara. Nel 1967 iniziò la carriera cinematografica, lavorando in alcuni film di genere poliziottesco, anche con ruoli di terrorista (come in Mark colpisce ancora e Italia: ultimo atto?), e nello spaghetti-western (E Dio disse a Caino... e Arizona si scatenò... e li fece fuori tutti!).
Le furono anche affidati ruoli secondari in film importanti (C'eravamo tanto amati, Brutti, sporchi e cattivi, Caro Michele) ma il suo nome di attrice rimane principalmente legato alla parte della madre di Gavino Ledda nel film dei fratelli Taviani Padre Padrone (1977) e in quello della lesbica Concetta in Immacolata e Concetta - L'altra gelosia, apprezzata opera prima di Salvatore Piscicelli, che destò scandalo per le realistiche scene di sesso. Per la televisione ha interpretato il ruolo della scrittrice Oriana Fallaci nello sceneggiato Panagulis vive (1982), diretto da Giuseppe Ferrara. Negli anni ottanta una crisi personale e artistica fece sì che la Michelangeli abbandonasse il cinema. La donna fece per qualche tempo perdere le sue tracce. Secondo una dichiarazione rilasciata dal regista Massimo Pirri alla rivista Nocturno, oggi l'ex attrice vivrebbe a Roma.

## Vita privata
Dapprima compagna del regista televisivo Adolfo Perani, si unì in seguito con l'attore Lou Castel, con il quale ebbe il figlio Rocco Quarzell, attore anche lui.
Il 30 maggio del 1971 fece scalpore sui giornali il suo arresto insieme al produttore e regista Frank Agrama (suo compagno all'epoca dei fatti) per il possesso di circa 6 grammi di droga. L'attrice venne comunque rilasciata dopo 3 giorni di fermo.

## Filmografia

### Cinema
- Don Giovanni in Sicilia, regia di Alberto Lattuada (1967)
- L'uomo dal pennello d'oro, regia di Franz Marischka (1969)
- Sì pura come un angelo... resterà vergine???, regia di Géza von Cziffra (1969)
- Una storia d'amore, regia di Michele Lupo (1969)
- E Dio disse a Caino..., regia di Antonio Margheriti (1970)
- La lunga notte dei disertori, regia di Mario Siciliano (1970)
- Un caso di coscienza, regia di Giovanni Grimaldi (1970)
- Arizona si scatenò... e li fece fuori tutti!, regia di Sergio Martino (1970)
- La casa delle mele mature, regia di Pino Tosini (1971)
- La grande scrofa nera, regia di Filippo Ottoni (1971)
- Attenzione alla puttana santa, regia di Rainer Werner Fassbinder (1971)
- Si può fare molto con 7 donne, regia di Fabio Piccioni (1972)
- Il caso Pisciotta, regia di Eriprando Visconti (1972)
- Milarepa, regia di Liliana Cavani (1974)
- C'eravamo tanto amati, regia di Ettore Scola (1974)
- Brutti, sporchi e cattivi, regia di Ettore Scola (1976)
- Caro Michele, regia di Mario Monicelli (1976)
- Il grande racket, regia di Enzo G. Castellari (1976)
- Mark colpisce ancora, regia di Stelvio Massi (1976)
- Padre padrone, regia di Paolo e Vittorio Taviani (1977)
- Nel più alto dei cieli, regia di Silvano Agosti (1977)
- Italia: ultimo atto?, regia di Massimo Pirri (1977)
- Una settimana come un'altra, regia di Daniele Costantini (1978)
- Immacolata e Concetta - L'altra gelosia, regia di Salvatore Piscicelli (1980)
- Panagulis vive, regia di Giuseppe Ferrara (1980) – versione per il cinema

### Televisione
- Il giovane Garibaldi, regia di Franco Rossi, 6 episodi, dal 10 febbraio al 17 marzo 1974.
- Quartetto di Paolo Levi e Guido Guidi, regia di Silvio Maestranzi, 24 ottobre 1974.
- L'uomo dagli occhiali a specchio, regia di Mario Foglietti, 2 puntate, 5 e 6 aprile 1975.
- Ancora un giorno, regia di Mimmo Rafele, 31 ottobre 1979.
- Gioco di morte, dal romanzo di Juan Goytisolo, sceneggiatura di Massimo Felisatti, regia di Enzo Tarquini, 2 puntate, 13 e 20 settembre 1980.
- Panagulis vive, regia di Giuseppe Ferrara, 4 episodi, dal 7 al 18 aprile 1982.

## Doppiatrici
- Rita Savagnone in E Dio disse a Caino..., Mark colpisce ancora

## Discografia
- 1967 – L'amore ce l'hanno tutti/Cosa volete da me (Stereomaster, LS 6611, 7")
- 1972 – Cos'è l'amore in Si può fare molto con 7 donne (Beat Records Company, LPF 014 S, LP)